# St. Laurentius (Weinheim)

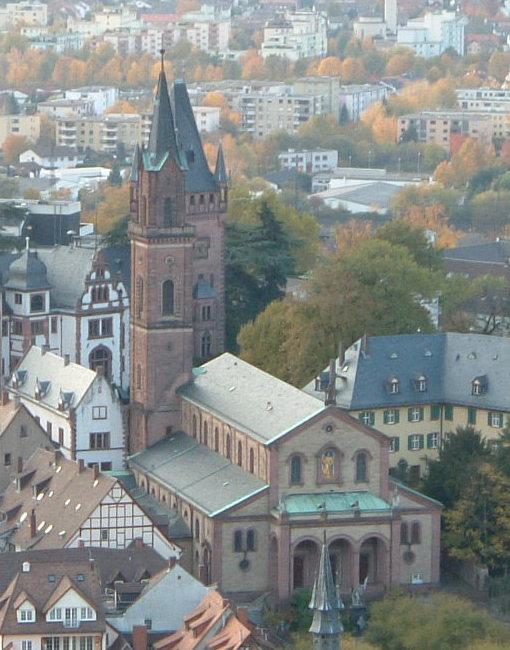
St.-Laurentius-Kirche (hinter dem Kirchturm das Weinheimer Schloss)

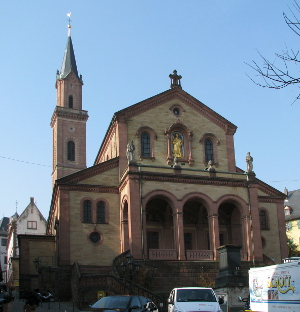
Frontansicht

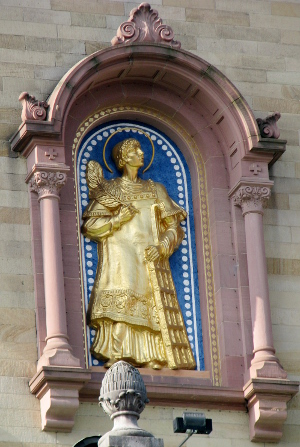
Der Patron St. Laurentius von Rom an der Stirnfassade

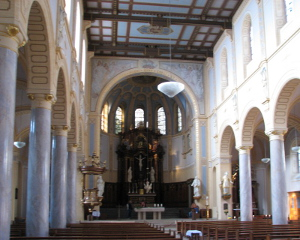
Innenraum

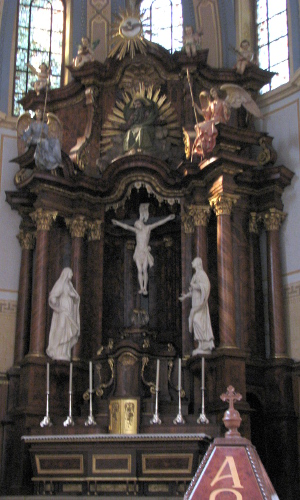
Hochaltar

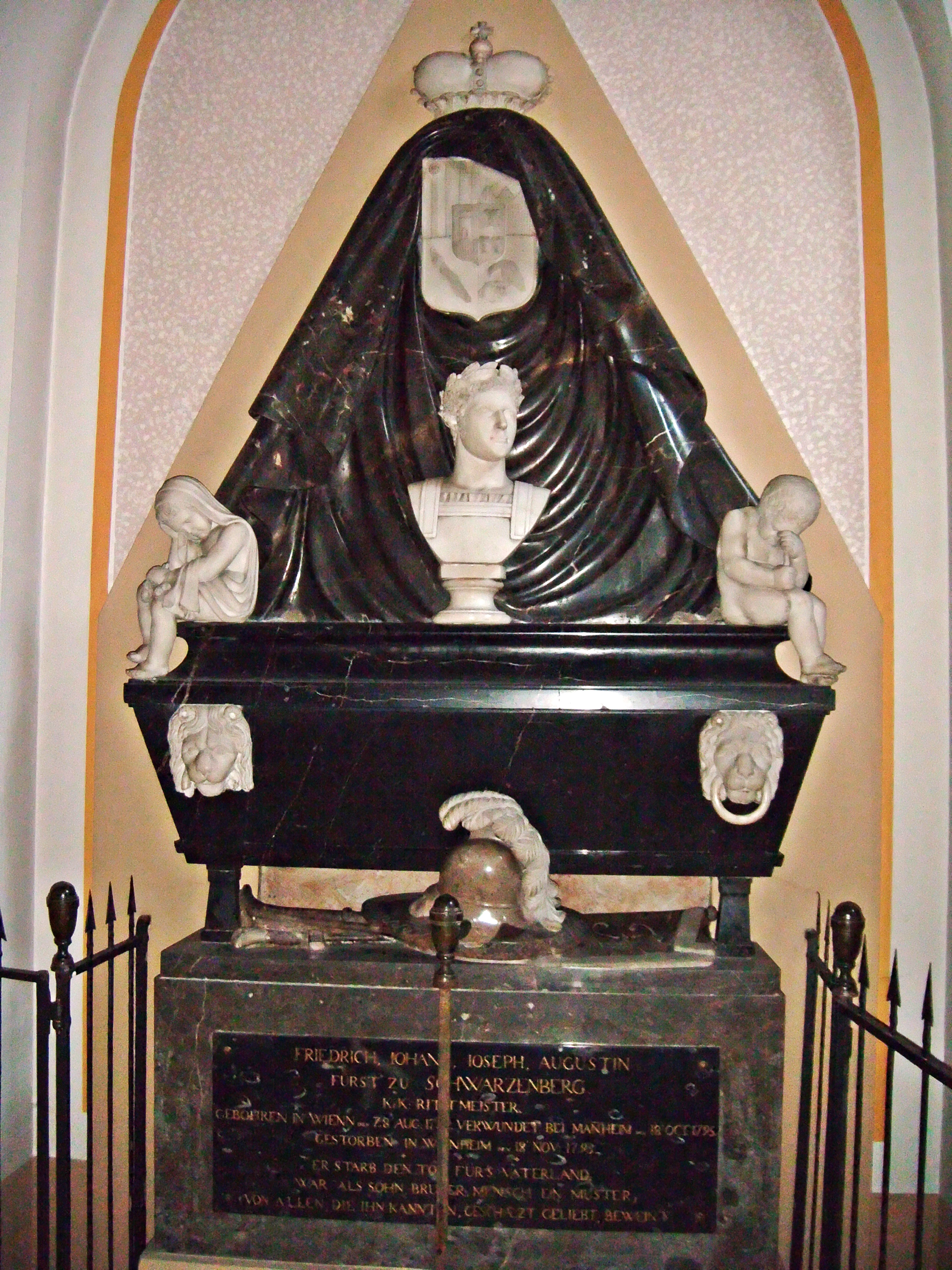
Grabmal des Fürsten zu Schwarzenberg

Die St.-Laurentius-Kirche ist eine römisch-katholische Kirche in Weinheim im Rhein-Neckar-Kreis im Nordwesten Baden-Württembergs. Sie wurde zwischen 1911 und 1913 nach den Plänen von Ludwig Maier erbaut.

## Geschichte
Im Jahr 1232 wurde das Kloster Lorsch den Mainzer Bischöfen unterstellt. Um den Weinheimer Besitz kam es nun zu Streitigkeiten zwischen Mainz und den Pfalzgrafen, die Inhaber der Lorscher Vogtei waren. Um die Mitte des 13. Jahrhunderts gründeten der Pfalzgraf in Konkurrenz zur alten Siedlung, direkt südlich die Neustadt. Dort stiftete Hedwig von Swende, Gemahlin des Ritters Gudelmann von Weinheim, 1293 die erste Kirche und übergab sie den Karmeliten, die an die Kirche anschließend ein Kloster erbauten.
Nach der Einführung der Reformation mussten die Karmeliten Weinheim 1565 verlassen. Danach wurden in der Kirche, bis auf eine kurze katholische Phase im Dreißigjährigen Krieg, reformierte oder lutherische Gottesdienste gefeiert. Mit dem Amtsantritt von Kurfürst Philipp Wilhelm übernahm 1685 wieder ein katholischer Zweig der Wittelsbacher die Kurpfalz. Die Karmeliten kehrten zurück in das Kloster und 1693 übernahmen sie, während des Pfälzischen Erbfolgekrieges beschützt von den Franzosen, wieder die alte Ordenskirche.
Ende des 17. und Anfang des 18. Jahrhunderts wurde die Kirche umgebaut. Das Karmelitenkloster wurde 1802 von der pfalz-bayerischen Regierung aufgehoben. Um 1848 wurde vom Weinheimer Bürger Heinrich Hübsch ein Kirchturm erbaut, denn die Kirche hatte bis dahin nur einen Dachreiter. Bei der Planung des Turms wurde bereits ein Kirchenneubau berücksichtigt. Die alte St.-Laurentius-Kirche war geostet, der Chor war also zum Marktplatz gerichtet. Nach einem ersten Plan des erzbischöflichen Bauamts Heidelberg sollte der Turm an der Nordostecke des Chors erbaut und später in die Fassade einer neuen Kirche einbezogen worden. Schließlich wurde er aber an die Nordwestecke des Langhauses gestellt.
1910 begann man mit dem Abriss der Kirche. Zwischen 1911 und 1913 wurde die neue, in der Ausrichtung gedrehte, Kirche erbaut. Von der alten Kirche wurde lediglich der Turm beibehalten, der nun in der neuen Chorflanke stand. Am 13. Mai 1914 wurde die St.-Laurentius-Kirche vom Freiburger Erzbischof Thomas Nörber geweiht. 1964/65 wurde die Kirche im Stil der Zeit renoviert. Bis 1994 wurden viele Veränderungen rückgängig gemacht und die Kirche originalgetreu restauriert. 2006 folgte die Renovierung des Turms. Die Pfarrei gehört gemeinsam mit den anderen Pfarreien in Weinheim sowie in Hirschberg an der Bergstraße zur Seelsorgeeinheit Weinheim-Hirschberg im Dekanat Heidelberg/Weinheim im Erzbistum Freiburg.

## Beschreibung
Die St.-Laurentius-Kirche steht im Zentrum der Weinheimer Altstadt am Marktplatz. Die dreischiffige Säulenbasilika war der letzte ausgeführte Bau des Architekten Ludwig Maier. Er lehnte sich konzeptionell an Entwürfe von Heinrich Hübsch an, der zusammen mit dem 55 Meter hohen Kirchturm bereits 60 Jahre zuvor eine Kirche im Rundbogenstil geplant hatte.
Die Architektur folgt den Begebenheiten des Umfelds. Das Gelände ist vom Chor im Westen zur Frontfassade am Marktplatz im Osten stark abschüssig. Deshalb steht der Chor erhöht und die Vorhalle im Westen ist über zwei Freitreppen erreichbar. Ihre Arme umrahmen zugleich das 1890 errichtete Kriegerdenkmal. Die Vorhalle führt zu drei Portalen, in deren Tympana Gemälde Szenen aus dem Neuen Testament darstellen. An den Ecken der Vorhalle sind Statuen der Apostel Petrus und Paulus platziert. Zentral darüber steht eine goldene Figur des Kirchenpatrons Laurentius.

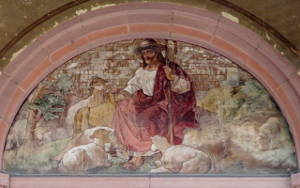
Motiv des Guten Hirten
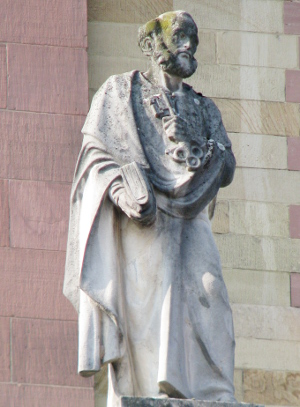
Standbild des Hl. Petrus
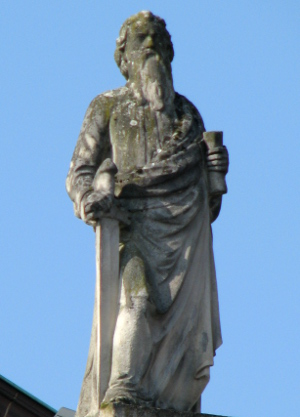
Standbild des Hl. Paulus

## Ausstattung
Sehr vieles von der Innenausstattung der alten Kirche wurde in die neue St.-Laurentius-Kirche übernommen.

### Altäre
Der barocke Hochaltar stammt im Wesentlichen von um 1730. Die Figuren am Altarauszug wurden später hinzugefügt.
Genauso alt sind die beiden Seitenaltäre, links der Marienaltar mit der Abbildung der Pieta und dem heiligen Grab unter der Altarmensa (hinter einer Verkleidung verborgen) und rechts der Josefsaltar, und die Kanzel, die aus dem Hauptschiff in den Chorraum verlegt wurde. An der Ostwand befinden sich mehrere Fresken aus dem 14. und 15. Jahrhundert.

### Grabstätten
44 Grabsteine, vor allem von Weinheimer Adeligen, sind in der Kirche und außen an der Nordwand aufgestellt. Sie reichen von der Gotik bis ins 18. Jahrhundert.
Die Grabplatte der Stifterin der Karmeliterkirche Hedwig von Swende († 1293) steht am linken Seitenaltar. Bemerkenswert sind außerdem das Grabmal von Philipp Forstmeister von Gelnhausen († 1512), das Grabmal des österreichischen Ulanen-Rittmeisters Fürst Friedrich Johann Nepomuk zu Schwarzenberg († 1795) vom Mannheimer Bildhauer Maximilian Joseph Pozzi, die Grabplatte von Ulrich Ulner von Dieburg († 1515) und seiner Gemahlin Dorothea Forstmeister von Gelnhausen († 1517), das Epitaph von Maria Anna Babo († 1785) vom kurpfälzischen Hofbildhauer Franz Conrad Linck und das Grabmal der Freifrau Maria Theresia Josepha Ulner von Dieburg geb. von Haxthausen (1692–1731), Tochter des kurpfälzischen Generals bzw. kaiserlichen Feldmarschallleutnants Johann Raab von Haxthausen († 1733 in Mainz, begraben in Großwinternheim) und Gattin des Weinheimer Schlossherrn Franz Pleickard Ulner von Dieburg.
Die Schlusssteine der gotischen Gewölbe der alten Kirche waren mit Wappen verziert. Sie wurden am südlichen Seiteneingang angebracht.

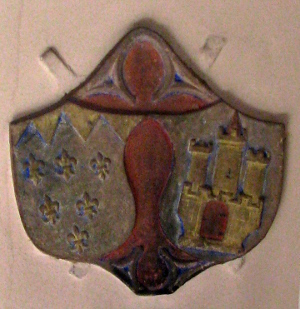
Wappen von Dalberg und Ulner von Dieburg
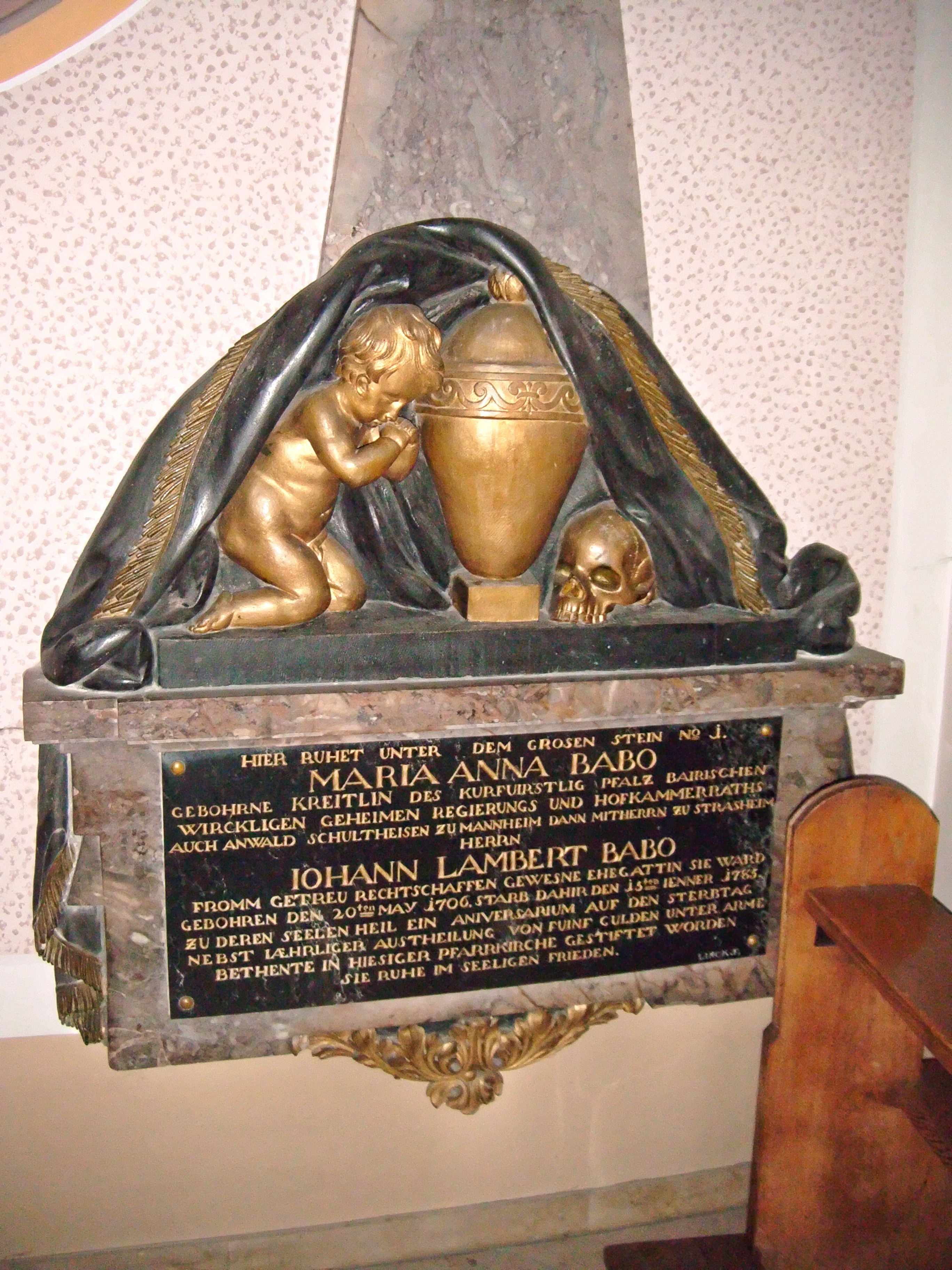
Epitaph, Ehefrau des Hofbeamten Johann Lambert von Babo; von Franz Conrad Linck
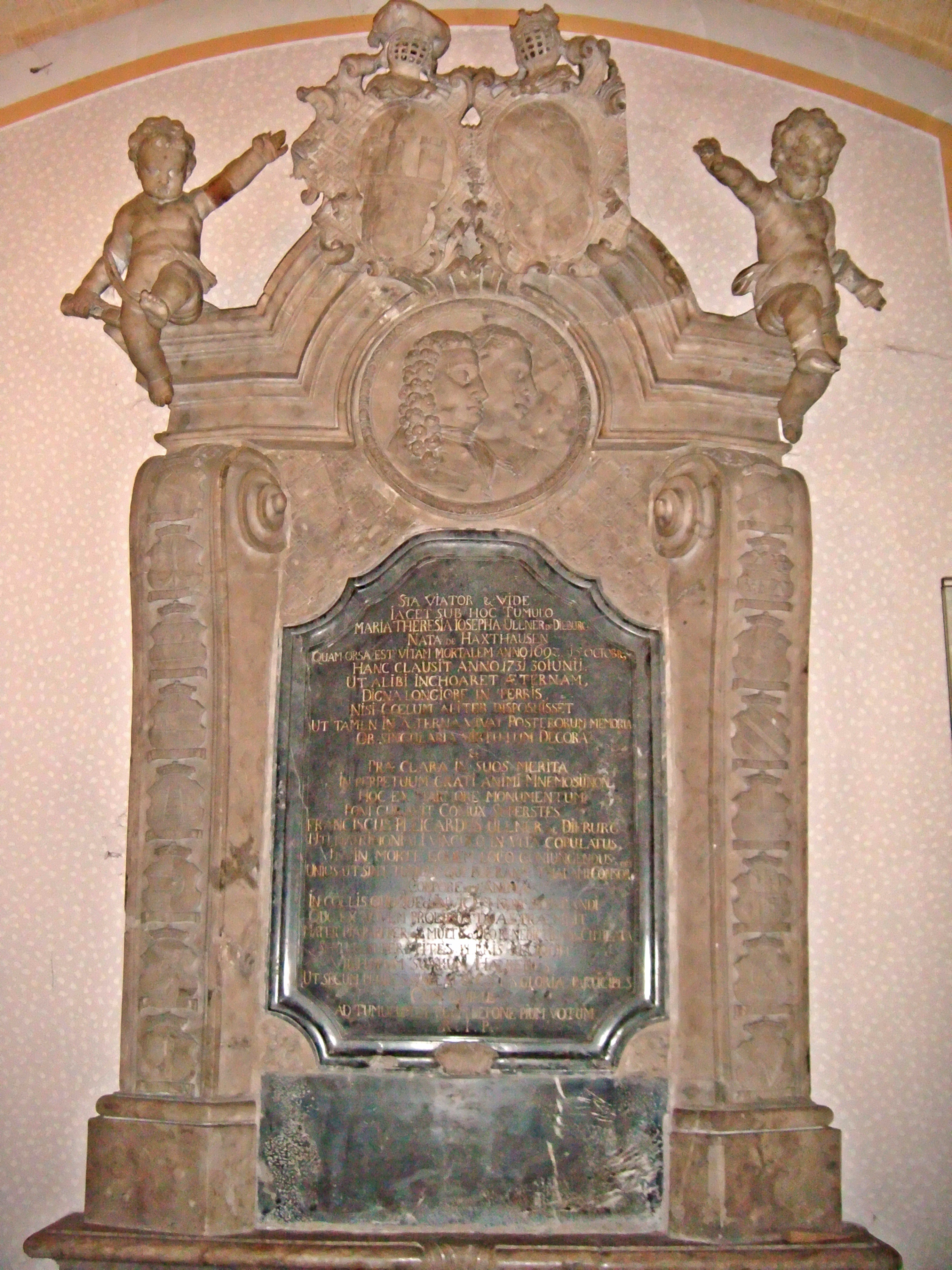
Epitaph, Freifrau Maria Theresia Josepha Ulner von Dieburg geb. von Haxthausen (1692–1731)

### Orgel

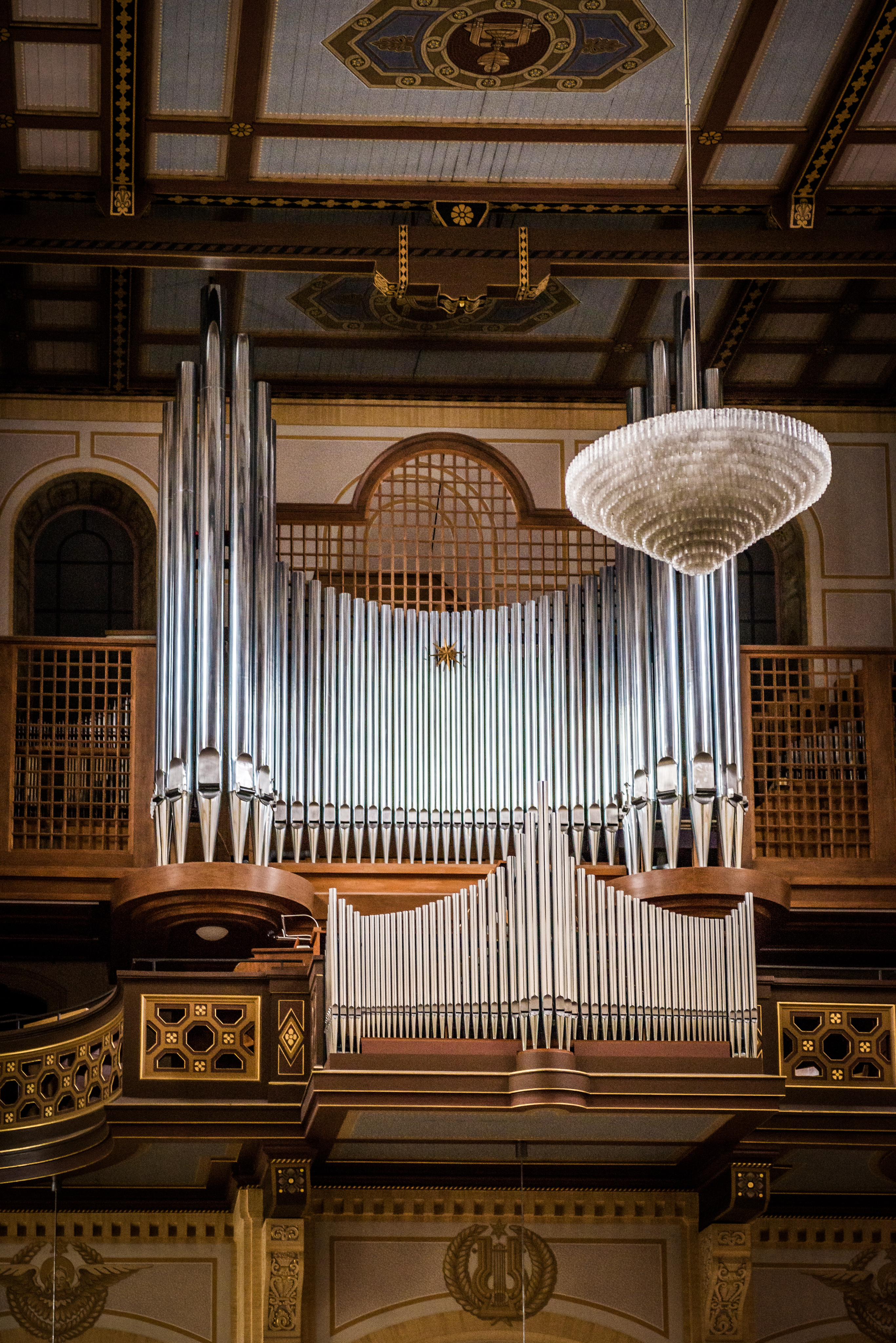
Orgelprospekt der Orgel in St. Laurentius Weinheim

Die Orgel wurde von Steinmeyer 1950 erbaut und 1982 erweitert. Das Instrument hat 44 Register auf drei Manualen und Pedal.
| I Rückpositiv C–g³ |       |
| Lieblich Gedackt   | 8′    |
| Quintade           | 8′    |
| Praestant          | 4′    |
| Rohrflöte          | 4′    |
| Nachthorn          | 2′    |
| Larigot            | 1 ⁄3′ |
| Sifflöte           | 1′    |
| Sesquialtera II    |       |
| Cymbel IV          | 2⁄3′  |
| Dulcian            | 16′   |
| Cromorne           | 8′    |
| Tremulant          |       |

| II Hauptwerk C–g³ |       |
| Gedecktpommer     | 16′   |
| Prinzipal         | 8′    |
| Gedeckt           | 8′    |
| Gemshorn          | 8′    |
| Oktave            | 4′    |
| Blockflöte        | 4′    |
| Octav             | 2′    |
| Mixtur IV         | 1 ⁄3′ |
| Cornett V         | 8′    |
| Trompete          | 8′    |
| Cymbelstern       |       |

| III Schwellwerk C–g³ |        |
| Quintadena           | 16′    |
| Rohrflöte            | 8′     |
| Salicional           | 8′     |
| Principalflöte       | 4′     |
| Koppelflöte          | 4′     |
| Nasat                | 2 ⁄3′  |
| Weitprinzipal        | 2′     |
| Terz                 | 1 3⁄5′ |
| Scharf IV            | 1′     |
| Trompette harm.      | 8′     |
| Clarine              | 4′     |
| Tremulant            |        |

| Pedal C–f¹    |         |
| Prinzipalbass | 16′     |
| Subbass       | 16′     |
| Zartbass      | 16′     |
| Quintbass     | 10 2⁄3′ |
| Oktavbass     | 8′      |
| Gedacktbass   | 8′      |
| Choralbass    | 4′      |
| Hintersatz IV | 2 ⁄3′   |
| Bombarde      | 16′     |
| Trompete      | 8′      |
| Trompete      | 4′      |

- Koppeln:
  - Normalkoppeln: I/II, III/II, I/P, II/P, III/P
  - Sub- und Superoktavkoppeln: jeweils III/II, III/III
- Spielhilfen: Elektronische Setzeranlage, Registercrescendo

### Glocken
Das ursprünglich dreistimmige Glockengeläut von Friedrich Wilhelm Schilling aus dem Jahr 1958 wurde 1974 von der Heidelberger Glockengießerei um zwei zusätzlich Glocken, die nun größte und die nun kleinste, ergänzt.
| Glocke | Gussjahr | Gewicht | Durchmesser | Schlagton |
| ------ | -------- | ------- | ----------- | --------- |
| 1      | 1974     | 1241 mm | 1271 kg     | dis′+3    |
| 2      | 1958     | 958 mm  | 588 kg      | gis′+3    |
| 3      | 1958     | 860 mm  | 426 kg      | h′+4      |
| 4      | 1958     | 762 mm  | 292 kg      | cis″+3    |
| 5      | 1974     | 675 mm  | 213 kg      | dis″+5    |